# Ана Гускова
Ана Гускова (Минск 28. август 1992) је белоруска репрезентативка у слободном скијању у дисциплини акорбатски скокови. Слободним скијањем се бави од 2001. године.
У Светском купу дебитовала је 2009. у Москви. На Светском првенству 2009. била је једанаеста, а 2011. девета. Такмичила се на Олимпијским играма у Сочију 2014. где је била двадесет прва.
На Светском првенству 2015. била је шеста, а највећи успех остварила је освајањем златне медаље на Олимпијским играма у Пјонгчангу 2018.